# Brenthia acmogramma
Brenthia acmogramma är en fjärilsart som beskrevs av Edward Meyrick 1915. Brenthia acmogramma ingår i släktet Brenthia och familjen gnidmalar. Inga underarter finns listade i Catalogue of Life.